# 荣周乡
荣周乡，是中华人民共和国西藏自治区昌都市察雅县下辖的一个乡镇级行政单位。

## 行政区划
荣周乡下辖以下地区：
麦堆村、佐通村、荣周村、莫坝村和栋扎村。